# بعد سبع سنوات (رواية)
بعد سبع سنوات (بالفرنسية: 7 ans après)‏ هي رواية للكاتب الفرنسي غيوم ميسو نُشرت سنة 2012.

## القصة
بعد طلاق عاصف بين سبستيان ونيكي، استأنف كل منهما حياته بعيداً عن الآخر، إلى أن اختفى ابنهما جيريمي في ظروف غامضة. أهو فرار؟ أهو اختطاف؟
لكي تنقذ نيكي ابنها، لم تجد خياراً سوى اللجوء إلى طليقها الذي لم تره منذ سبع سنوات. اتحدا مرغَمَين، وانخرطا في مطاردة بعثت الأُلفة بينهما، ألفة اعتقدا أنها فُقدت إلى الأبد.

## روابط خارجية
- «بعد سبع سنوات» على موقع goodreads.com